# Pavel Petrovich Bazhov
Pavel Petrovich Bazhov (tiếng Nga: Павел Петрович Бажов, 27 tháng 1 năm 1879 – 3 tháng 12 năm 1950) là một nhà văn Nga nổi tiếng, tác giả của tập truyện viết theo lối dân gian Chiếc tráp bằng đá khổng tước, dựa trên những câu chuyện dân gian của vùng Ural.
Tập truyện này được xuất bản lần đầu tiên vào năm 1939. Năm 1944 tập truyện được dịch ra tiếng Anh và xuất bản tại New York và London. Sau này Sergey Prokofyev sáng tác vở ballet Câu chuyện về bông hoa đá (Сказ о каменном цветке) dựa trên một truyện trong tập truyện này.
Ông cũng là tác giả của một vài cuốn sách viết về thời kỳ Cách mạng và Nội chiến ở Nga. Ông được trao tặng giải thưởng Lenin và giải thưởng của Nhà nước Liên bang Soviet.
Cựu thủ tướng Nga Yegor Gaidar là cháu gọi Bazhov bằng ông.

## Xem thêm

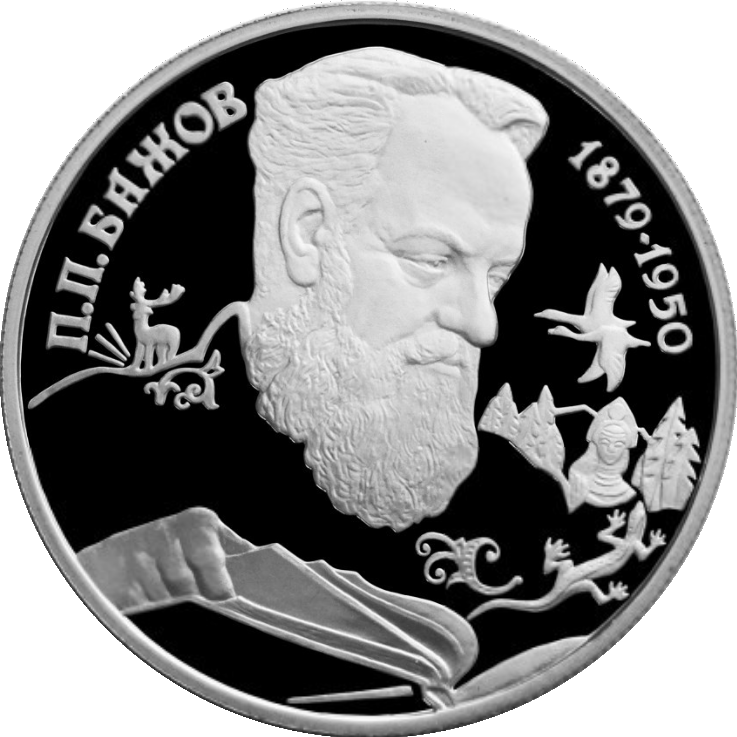
Commemorative coin featuring Bazhov.